# Diputado del Común
El diputado del Común es el nombre del defensor del Pueblo de la comunidad autónoma de Canarias, en España. Es un alto comisionado designado por el Parlamento de Canarias cuyo fin es defender los derechos y libertades constitucionales de los ciudadanos canarios. Anualmente, informa sobre su actividad al Parlamento de Canarias. Con este objetivo, entre sus tareas está supervisar las actividades de las administraciones públicas canarias, las cuales son la propia administración autonómica, los cabildos, y los ayuntamientos.
La sede del diputado del Común está en la isla canaria de La Palma, en la calle O'Daly n.º 28 de la ciudad de Santa Cruz de La Palma. Su mandato es de cinco años.

## Funciones
El diputado del Común no tiene el poder de dictar sentencias, imponer sanciones o suspender las actuaciones administrativas, teniendo en cambio, facultad para investigar y denunciar. Puede tanto actuar a iniciativa propia (de oficio) como a petición de cualquier persona física o jurídica, sin distinciones de condición; pudiendo investigar cualquier actuación de las administraciones públicas canarias que vulnere los derechos de las personas, como pueda ser, por ejemplo, la arbitrariedad en la aplicación de normas o un trato incorrecto al ciudadano. No obstante, no puede participar en conflictos de intereses entre particulares, asuntos en los que haya una sentencia o pendientes de resolución judicial, al igual que tampoco trata las quejas anónimas o infundadas.
La actuación del diputado del Común es confidencial y gratuita, no siendo necesaria la intervención de abogados, procuradores o gestores. Se puede plantear una queja en cada una de las oficinas que hay en cada una de las islas Canarias o bien acudir a la sede del diputado del Común, existiendo además la posibilidad de efectuarlas por correo, fax o correo electrónico, siempre firmadas por la persona física o jurídica.

## Historia
Los antecedentes del Diputado del Común aparecen en el Fuero de Gran Canaria, primera ley administrativa aplicada por la Corona de Castilla tras la conquista de la isla. Se crearon las figuras del personero y el procurador del Común, encargados de que se procurara el bien común y se respetaran las ordenanzas. En las otras islas aparecieron figuras parecidas como el síndico personero de Tenerife. Posteriormente,  en 1766 se promulgó el Auto Acordado del Consejo de Castilla,mediante el cual se instituyeron en cada Ayuntamiento la elección anual de varios Diputados del Común y un síndico Personero.
La suerte que siguieron estos representantes del pueblo fue desigual en cada isla, ya que desaparecieron completamente en Gran Canaria y La Palma, perviviendo no sin graves y grandes inconvenientes en Tenerife.
La figura del diputado del Común se recupera en el Estatuto de Autonomía de Canarias en su artículo 57. La primera Ley que desarrollo sus funciones, fue la Ley 1/1985, de 12 de febrero; modificada por otra Ley, la 7/2001, de 31 de julio.

## Diputados del Común
- Luis Cobiella (1986-1991)
- Arcadio Díaz Tejera (1991-1996)
- Fernando Giménez Navarro (1996-2000)
- Manuel Alcaide Alonso (2002-2011)
- Jerónimo Saavedra (2011-2018)
- Rafael Yanes Mesa (2018-2024)
- Lola Padrón Rodríguez (2024-)